# 104 v. Chr.
Portal Geschichte | Portal Biografien | Aktuelle Ereignisse | Jahreskalender | Tagesartikel

◄ |
3. Jahrhundert v. Chr. |
2. Jahrhundert v. Chr. |
1. Jahrhundert v. Chr. |
►

◄ | 120er v. Chr. | 110er v. Chr. | 100er v. Chr. | 90er v. Chr. |
80er v. Chr. |
►

◄◄ | ◄ | 107 v. Chr. | 106 v. Chr. | 105 v. Chr. | 104 v. Chr. |
103 v. Chr. |
102 v. Chr. |
101 v. Chr. |
► |
►►
Staatsoberhäupter

## Ereignisse

### Römisches Reich

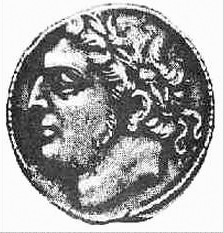
Jugurtha – Münzbildnis mit Königsbinde

- Gaius Marius übernimmt zum zweiten Mal das Amt des Konsuls im Römischen Reich. Er füllt es gemeinsam mit Gaius Flavius Fimbria aus. Bereits am 1. Januar führt er in Rom einen Triumphzug nach dem Sieg im Jugurthinischen Krieg durch, bei dem auch der besiegte numidische Herrscher Jugurtha vorgeführt wird, der wenige Tage später im Gefängnis erdrosselt wird.
- Lucius Cassius Longinus und Gnaeus Domitius Ahenobarbus sind gemeinsam Volkstribune der römischen Republik.

- Der römische Konsul Gaius Marius führt eine umfassende Heeresreform durch. Aus der Milizarmee wird eine kampfkräftige Berufsarmee. Ungelöst bleibt das Problem der Versorgung der Veteranen. Da diese durch die jeweiligen Feldherren garantiert wird, betrachten die Veteranen sich als zu seiner Klientel gehörig und bilden damit einen Machtfaktor, der vor allem in den Römischen Bürgerkriegen Bedeutung erlangen sollte.

### Reich der Hasmonäer
- Aristobulos I. aus der Dynastie der Hasmonäer wird als Nachfolger von Johannes Hyrkanos I. König von Judäa.

## Geboren
- um 104 v. Chr.: Marcus Valerius Messalla Niger, römischer Politiker († um 50 v. Chr.)

## Gestorben
- Januar: Jugurtha, König von Numidien (* um 160 v. Chr.)

- Dong Zhongshu, chinesischer Philosoph (* 179 v. Chr.)
- Johannes Hyrkanos I., Ethnarch und Hohepriester von Judäa
- Turpilius, römischer Komödiendichter

- um 104 v. Chr.: Gnaeus Domitius Ahenobarbus, römischer Politiker